# Zodariellum spinulosum
Zodariellum spinulosum är en spindelart som först beskrevs av Denis 1966.  Zodariellum spinulosum ingår i släktet Zodariellum och familjen Zodariidae.
Artens utbredningsområde är Libya. Inga underarter finns listade i Catalogue of Life.